# Fiat 127
O Fiat 127 foi lançado em 1971 na Europa, sendo no ano seguinte eleito carro do ano pelos jornalistas europeus. Considerado um supermini tinha 3,59 metros de comprimento, 1,53 de largura, 1,37 de altura e 2,3 de distância entre eixos.
O Fiat 127 europeu era proposto com duas motorizações: uma de 900cc de cilindrada e outra de 1050cc de cilindrada. De início, foi apenas produzido numa versão de 2 portas, em que a tampa da bagageira não incorporava o vidro traseiro, sendo apresentada ao público a versão de 3 portas em 1972.
Em 1975 foi o carro mais vendido na Europa, batendo assim os seus concorrentes, como por exemplo Volkswagen Polo, Renault 5 e até mesmo os mais populares Volkswagen Carocha e Citroën 2CV.
Acabou por ser utilizado como base para o Fiat 147 no Brasil, lançado em 1976.
A primeira reestilização foi em 1977 tornando o 127 mais moderno e "redondo". E em novembro de 1981 veio a sua última renovação visual.
Apesar de em 1983 ter sido introduzido o seu presumível sucessor o Uno, a produção do 127 só cessou em 1983, com um total de 3,8 milhões de unidades produzidas.
O Fiat 127 foi também produzido pela espanhola SEAT a partir de 1972 com a designação de SEAT 127, sendo este exactamente igual ao seu irmão Fiat, nas versões de 2 e 3 portas, às quais foram acrescentadas duas novas versões de 4 e 5 portas, em que a única diferença, para além das portas adicionais, era o portão do porta bagagens.

## Galeria

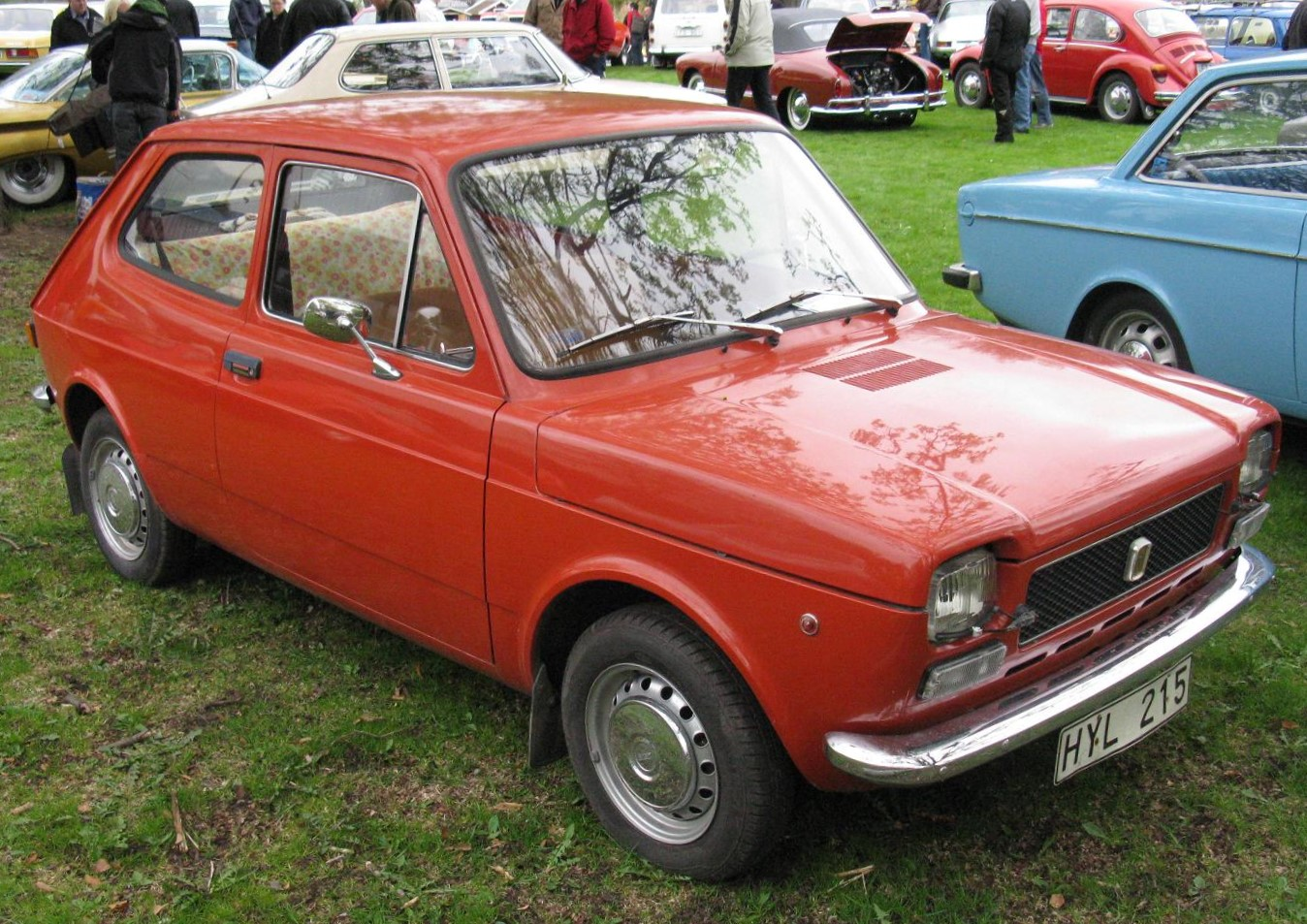
Primeira série (1971–1977)
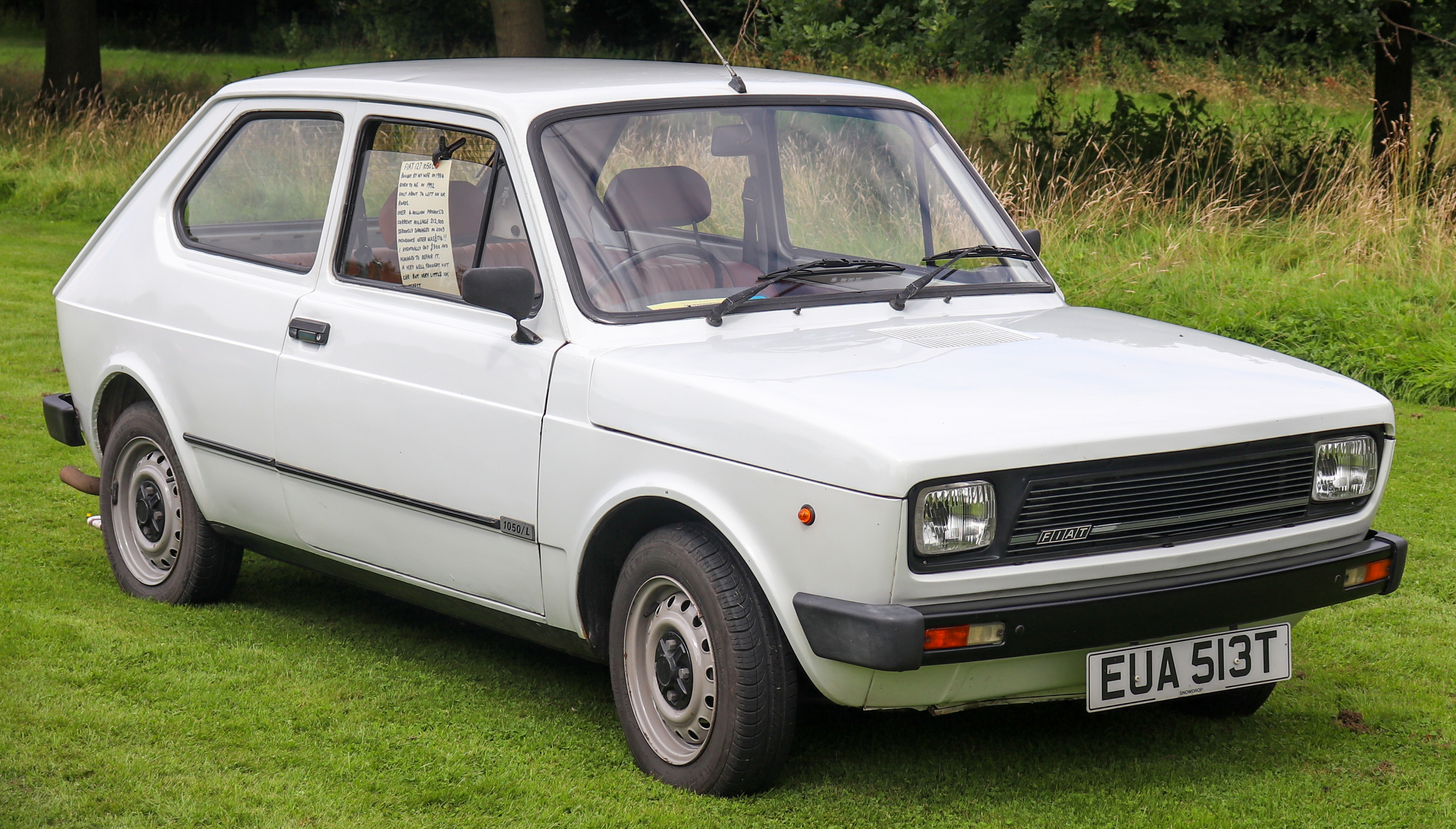
Segunda série (1977–1981)
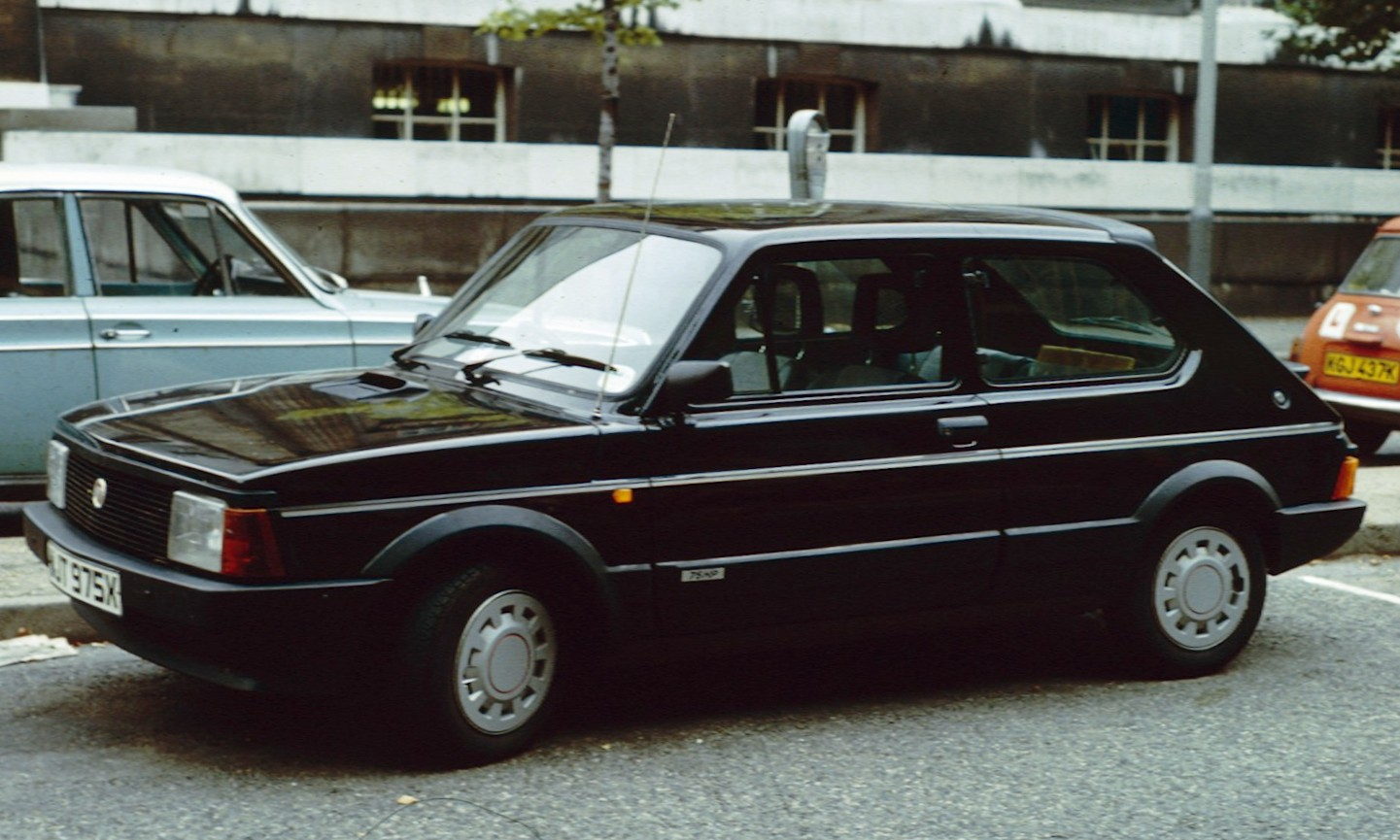
Terceira série (1982–1983)